# Under The Milky Way
Pour l’article homonyme, voir Under the Milky Way (chanson).
Under The Milky Way (UMW) est une société indépendante de services spécialisée dans le marketing et la distribution numérique de films et programmes audiovisuels,,.
Créée en 2010 par Jérôme Chung, Pierre-Alexandre Labelle et Alexis de Rendinger, Under The Milky Way se distingue en tant que spécialiste de la distribution de contenus audiovisuels (longs métrages de fiction et documentaires, séries, animation …) sur les plateformes de VOD en France et à l’internationale. La société travaille directement avec plus de 60 plateformes de Vidéo à la Demande, dans plus de 120 territoires, et dispose d’un catalogue d’environ 10 000 films, provenant d'accord avec prêt de 600 détenteurs de droits (studios, producteurs, distributeurs et agents de vente) à travers le monde.
Disposant d'implantations à Paris, Montréal, Londres, Los Angeles ou encore Tokyo, UMW s’appuie sur un réseau international de partenaires présents aux quatre coins du globe . C’est cette expertise à l’internationale qui fait d’Under The Milky Way l’une des sociétés de distribution digitale les mieux implantées dans le secteur de la VOD ,,,.

## Histoire chronologique et dates clefs
(août 2021).
En 2011, le société Under The Milky Way (UMW) est créée en France et signe avec Apple TV un contrat de distribution. UMW s'associe également avec le géant du cinéma français Pathé pour la distribution internationale de leur catalogue. De 2011 à 2015, UMW signe des contrats de distribution avec Google Play / YouTube, Amazon, Microsoft, et Netflix et devient un agrégateur international privilégié pour Apple TV. La société signe également un contrat de distribution internationale avec le géant du cinéma français Pathé. Par la suite, en 2016, UMW s'associe avec des plateformes locales clefs aux Etats-Unis ( Time Warner et ComCast) et au Royaume Uni (Sky) et en 2017 c’est avec la plateforme Rakuten TV que la société signe un contrat de distribution mondial. La même année, UMW s’associe en France à la plateforme Orange, et en Espagne à MovieStar, et s’impose peu à peu comme un acteur phare de la distribution VOD en Europe.
De 2018 à 2020, UMW passe différents contrats avec la société StudioCanal afin de distribuer leur catalogue en Amérique du Sud, puis sur tous les marchés mondiaux en dehors de la France, du Royaume-Uni, de l’Allemagne et des Etats-Unis. En 2020, UMW a continué son développement dans l’univers cinématographique français en signant un contrat de distribution internationale exclusif avec Gaumont, puis avec la société MK2 en 2021.
En 2022, c’est avec Mattel qu’Under The Milky Way s’associe pour un contrat de distribution en Europe. La même année, Creative Europe Media accorde 659 000 euros de subventions à UMW pour son projet Europe Digital Talents. L’année d’après, la société lance 2 chaînes Youtube, The Documentary Collection et The Movie Collection, afin d’y publier du contenu en AVOD. En 2024, UMW signe un second contrat avec Mattel pour une distribution cette fois-ci à l’échelle mondiale. Under The Milky Way puise son essence dans le cinéma indépendant et signe chaque années depuis sa création des contrats avec de nombreux producteurs et distributeurs indépendants à travers le monde. en 2024, UMW lance son nouvel outil de distribution, Claudia, un portail de distribution numérique pour les producteurs indépendants.

## Europe Digital Talents
Depuis plusieurs années, Under The Milky Way a lancé « Europe Digital Talents » un programme de valorisation de films européens sur les plateformes de VOD, supporté par Europe Creative Media.
Ce programme accompagne chaque année entre 6 et 8 films européens natifs du digital, coordonne leur distribution dans le monde entier et soutient cette distribution par des campagnes marketing. « Europe Digital Talents » se veut une réponse efficace aux demandes pressantes des films européens se destinant à une exploitation purement digitale.